# Liban aux Jeux olympiques d'été de 2004
Le Liban participe aux Jeux olympiques d'été de 2004 à Athènes.

## Athlètes engagés
Le Liban est représenté par cinq sportifs, trois hommes et deux femmes engagés dans trois disciplines : l'athlétisme, la natation et le tir.